# Val Terbi
Val Terbi es una comuna suiza del cantón del Jura, ubicada en el distrito de Delémont.

## Historia
La comuna fue creada el 1 de enero de 2013 tras la fusión de las antiguas comunas de Montsevelier, Vermes y Vicques. La fusión fue aceptada en votación el 5 de febrero de 2012. Ese mismo día, las comunas de Courroux, Corban, Courchapoix y Mervelier que también hacían parte del proyecto de fusión, no aceptaron la fusión. Es por esta razón que el territorio de la comuna tiene una forma un poco extraña en la que el territorio de la antigua comuna de Montsevelier forma un exclave.

## Geografía
Geográficamente el municipio de Val Terbi se encuentra en el valle homónimo, cercano a la ciudad de Delémont. La comuna se encuentra "dividida" en dos partes, la primera que es la más grande y en la que se encuentra el principal centro urbano limita al noreste con la comuna de Bärschwil (SO), al este con Courchapoix, al sureste con Corban, Mervelier, Schelten (BE), Aedermannsdorf (SO), Seehof (BE), Corcelles (BE) y Crémines (BE), al sur con Rebeuvelier, y al oeste y noroeste con Courroux. La segunda parte, en la que se encuentra el poblado de Montsevelier limita además al norte con Grindel (SO), al este con Erschwil (SO) y Beinwil (SO).

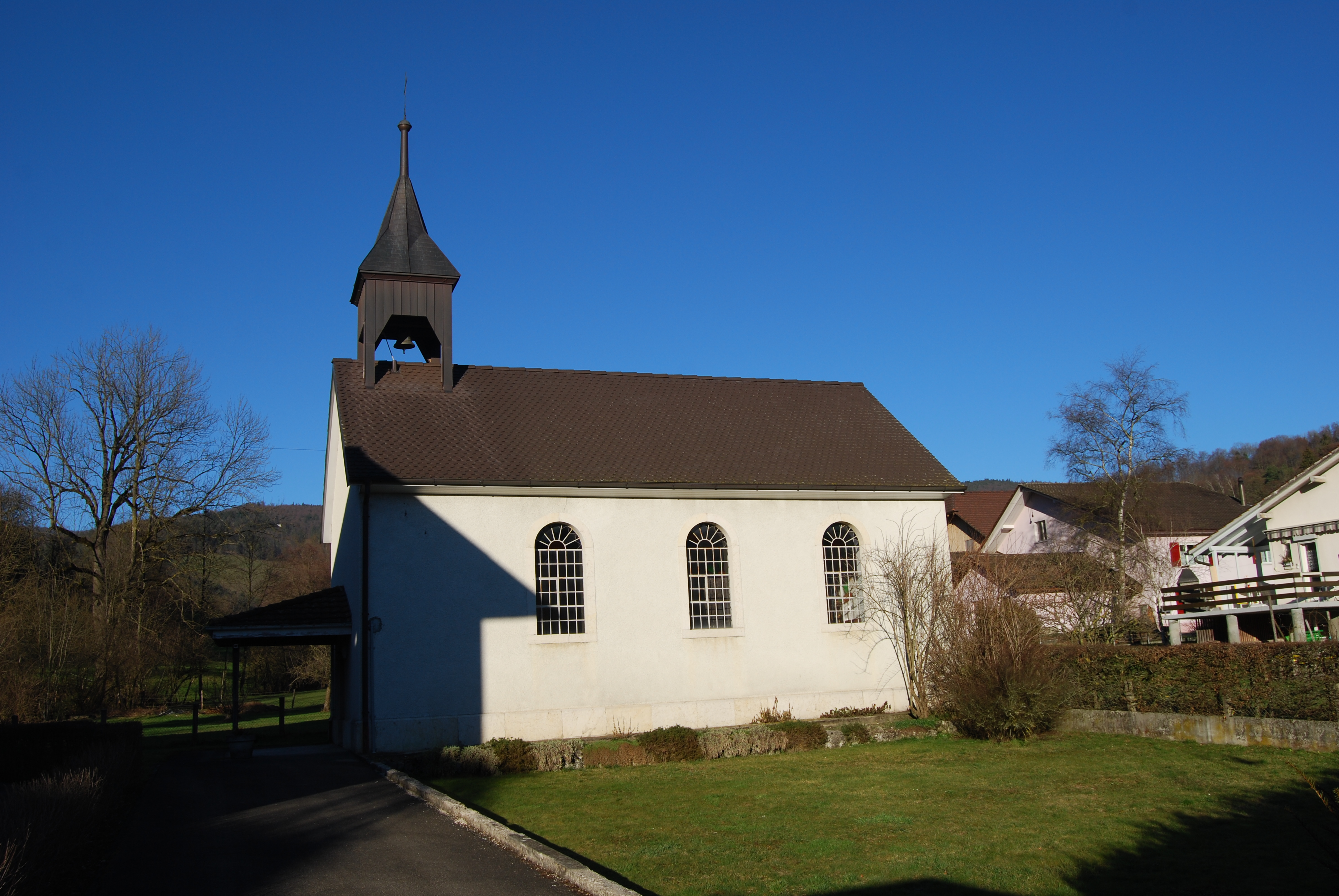
Iglesia de Vicques.

| Noroeste: Courroux          | Norte: Grindel   | Nordeste: Bärschwil                |
| Oeste: Courroux             |                  | Este: Courchapoix                  |
| Suroeste: Cantón de Soleura | Sur: Rebeuvelier | Sureste: Corban/Mervelier/Schelten |